# Henri de Triqueti
Baron Henri Joseph François de Triqueti (* 24. Oktober 1804 in Conflans-sur-Loing, Département Loiret; † 11. Mai 1874 in Paris) war ein französischer Maler und Bildhauer, der vornehmlich unter der Julimonarchie aktiv war. Er ist den Romantikern zuzuordnen.

## Leben
Triqueti wurde als Nachkomme einer piemontäser Familie in Conflans-sur-Loing geboren, wo sein Vater, Baron Michel Triquet de Triqueti (1748–1821), der zuvor dem König von Sardinien als Gesandter am russischen Hof gedient hatte, 1787 die Domäne von Perthuis erworben hatte.
Seine Ausbildung genoss er bei dem Maler Louis Hersent, bevor er in den 40er Jahren des 19. Jahrhunderts in den Salons des Pariser Adels verkehrte. Gemeinsam mit seinem Freund Ary Scheffer (1795–1858) und Delacroix (1798–1863) gehörte er der Generation romantischer Maler und Bildhauer an, die von Louis-Philippe, König der Franzosen von 1830 bis 1848, durch Aufträge begünstigt wurde. Durch Ary Scheffer, Kunstlehrer der Prinzen und Prinzessinnen von Orléans und Freund des Thronfolgers Ferdinand Philippe d’Orléans, duc de Chartres fand er Zugang zu der Familie von Orléans.

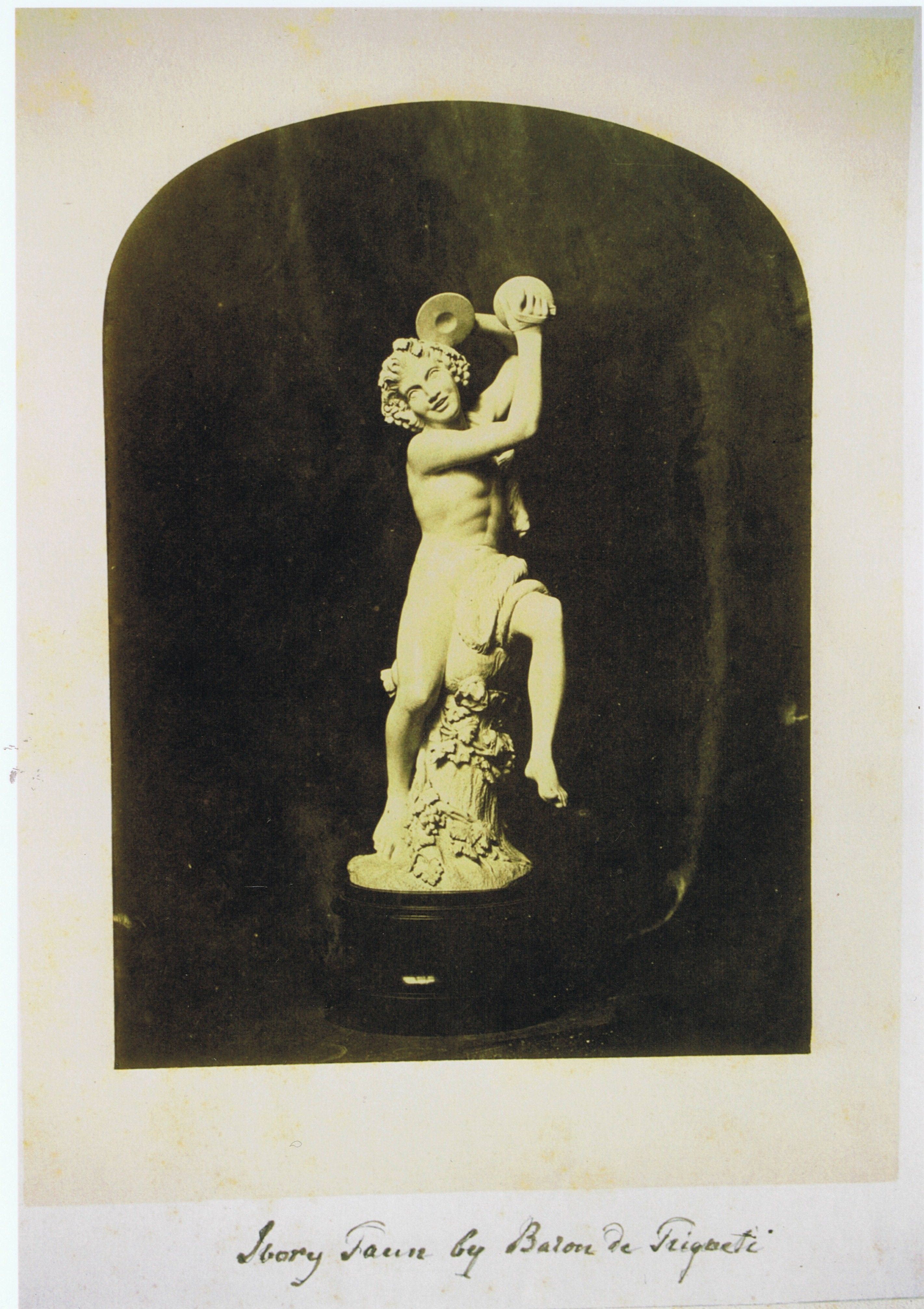
Ein Faun aus Elfenbein von Henri de Triqueti. Scan eines Fotos von ca. 1860. Der Faun stammt wahrscheinlich aus der Sammlung von William und Emily Fane De Salis of Teffond Evias, Wiltshire and Dawley Court, Middlesex (beide 1896 verstorben).

Ab 1831 stellte der Künstler regelmäßig im Pariser Salon aus. Seinen Ruhm begründete er mit den Bronzepaneelen der Türflügel der Madeleinekirche in Paris. Nachdem Ferdinand Philippe, der älteste Sohn des Bürgerkönigs, am Pariser Stadtrand einem Verkehrsunfall zum Opfer gefallen war, erhielt er den Auftrag für die Gestaltung des Grabmales und lieferte eine Pieta für die Gedenkkapelle Notre-Dame-de-la-Compassion (oder St. Ferdinand), die an Stelle des Unglücks entstand. Er schuf ferner einen Entwurf für das Grabmal Napoléons I. und Steinreliefs für das Palais Bourbon.
Triqueti erbte von seinem Vater die Domäne Perthuis in Conflans-sur-Loing und von seinem im Jahr 1866 kinderlos verstorbenen Bruder Eugène de Triqueti die benachbarte Domäne von Changy, welche dieser 1852 von Louis Desmazis gekauft hatte. Einige Jahre später erwarb er anlässlich der zweiten Eheschließung seiner Tochter zusätzlich das „Manoir de Varennes“ in Amilly.
Henri de Triqueti, der 1847 zum Protestantismus konvertiert war, starb im Jahr 1874 in seiner Wohnung, 65 rue d'Amsterdam in Paris und wurde auf dem Père-Lachaise Friedhof beigesetzt.
Er war verheiratet mit Émilie Forster, der Enkelin des britischen Bildhauers Thomas Banks, die ihm eine Tochter namens Blanche († 28. Februar 1886 Paris) gebar.

## Werk (Auswahl)
Plastiken:
- ????: Die zehn Gebote, Reliefpaneele in Bronze mit Szenen des Alten Testaments, (Paris, Madeleinekirche, Türflügel)
- 1834: Rundbogenreliefs in Stein (Paris, Palais Bourbon)
- 1840: ? Grabmal des Kaisers Napoléon, nicht ausgeführter Entwurf (Montargis, Musée Girodet)
- 1842: ? Grabmal des Ferdinand Philippe d'Orléans, duc de Chartres (Paris, Kapelle St. Ferdinand). Nach der liegenden Grabfigur wurden mehrere Porträtbüsten angefertigt (Paris, Louvre; Montargis, Musée Girodet)
- 1842: ? Pieta, (Paris, Kapelle St. Ferdinand)
- ????: Kruzifix (Paris, Invalidenheim, St. Louis des Invalides)
- ????: Kreuzigungsgruppe (Montargis, Musée Girodet)
- ????: Der Tod von Monseigneur Affre, (Montargis, Musée Girodet)
- ????: Christus des guten Todes (Le Christ de la bonne mort, Montargis, Musée Girodet)
- 1863: Entwurf für das Grabmal des Albert von Sachsen-Coburg (Montargis, Musée Girodet)
- 1863: bis 1865 ? Reliefs (London, University College)

Zeichnungen:
- ????: Zeichnungen der Sammlung Condé im Schloss Chantilly

Mobiliar:
- ehemalige Bibliothek Durzy (Montargis, Musée Girodet)

Bernard Ceysson hielt die Bronzepaneelen der Türflügel der Madeleinekirche für einen der bedeutendsten Beiträge der religiösen Plastik des 19. Jahrhunderts. Sie illustrieren „Die Zehn Gebote“. Als Vorbild diente Triqueti zweifellos ein berühmtes Werk aus der italienischen Renaissance: die Türen des Baptisteriums San Giovanni in Florenz, jedoch zeigte er gleichzeitig eine bemerkenswerte Beherrschung des Reliefs. In dieser Darstellung gelang es ihm, die Thematik des Fluches, unter dem die Sünder stehen, ganz im Zeitgeist der Romantik herauszuarbeiten.
Das Grabmal von Ferdinand Philippe d'Orléans war ein Gemeinschaftswerk von Henri de Triqueti und Ary Scheffer. Triqueti schuf die Grabfigur des Herzogs, nach der auf Wunsch der Königin Marie-Amélie mehrere Porträtbüsten angefertigt wurden. Nach einer Idee von Ary Scheffer wurde das Werk „L'Ange de la Miséricorde“ (Der Engel der Barmherzigkeit) von Marie d'Orléans, der verstorbenen Schwester des Herzogs, die Scheffers Schülerin gewesen war, in die Komposition des Grabmales integriert.
Die größte Sammlung von Werken Triquetis, darunter der Werkstattbestand, befinden sich im Besitz des „Musée Girodet“ in Montargis. Dort sind unter anderem Gips- und Tonentwürfe für die Türflügel der Madeleinekirche, der nicht ausgeführte Entwurf des Grabmals Napoléons für das Invalidenheim, die Gipsoriginale für die Grabmäler von Ferdinand d'Orléans (1842) und Albert von Saxe-Coburg (1863) zu finden.

## Auszeichnungen
- 1842 Ritter der Ehrenlegion
- 1869 Offizier der Ehrenlegion